# Maximilian Joseph von Tarnóczy

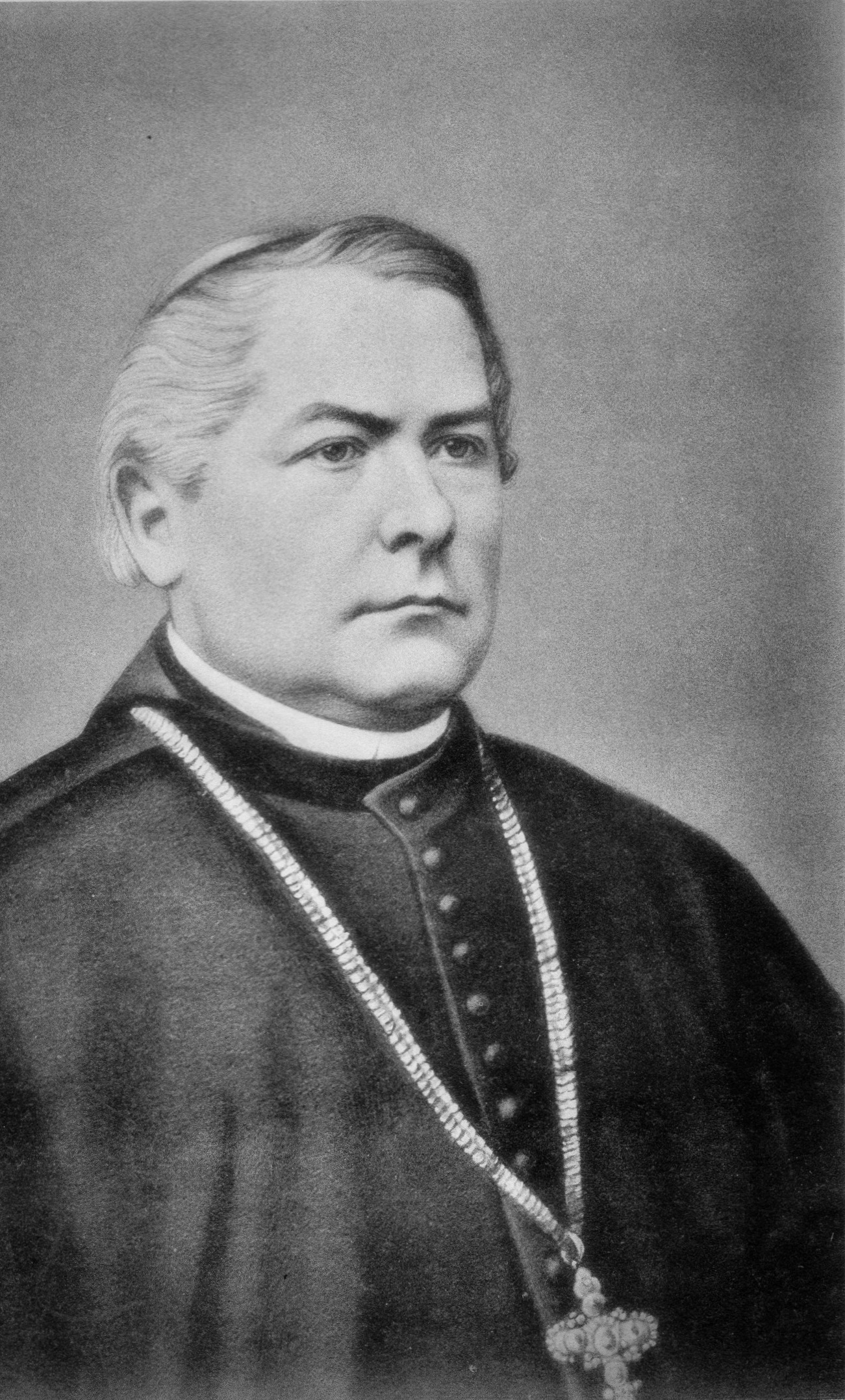
Maximilian Joseph Kardinal von Tarnóczy (1876)

Ritter Maximilian Joseph von Tarnóczy-Sprinzenberg (ungarisch Miksa Tarnóczy) (* 24. Oktober 1806 in Schwaz, Tirol, Österreich; † 4. April 1876 in Salzburg) war Fürst-Erzbischof von Salzburg (1850–1876) und seit 1873 Kardinal.

## Leben
Er entstammte einer ursprünglich ungarischen Familie, die im Jahr 1635 mit Johann Tarnóczy in den ungarischen Adelsstand erhoben worden war, und war der Sohn des Franz Xaver von Tarnóczy (1756–1837) und dessen zweiter Ehefrau Katharina von Sprinzenberg (1776–1837). Sein Vater war als königlich bayerischer Rentbeamter in Kufstein am 25. November 1813 im Königreich Bayern bei der Adelsklasse immatrikuliert worden. Seine Nichte war die Malerin Bertha von Tarnóczy.

Tarnóczy als Fürsterzbischof von Salzburg in Cappa magna (Porträt signiert mit „Hans Brunner 1852“)

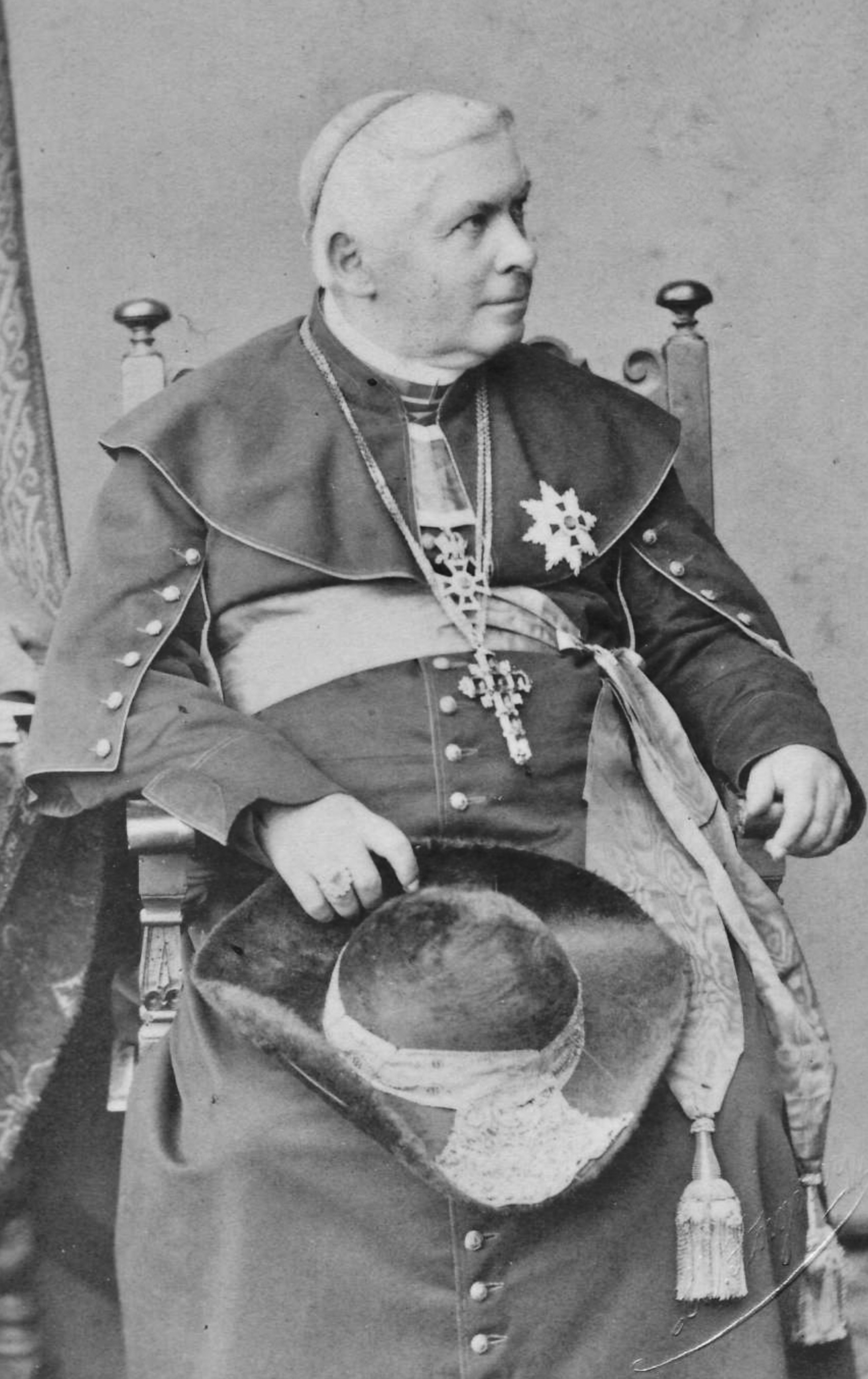
Maximilian v. Tarnoczy, Fürsterzbischof von Salzburg (ca. 1870)

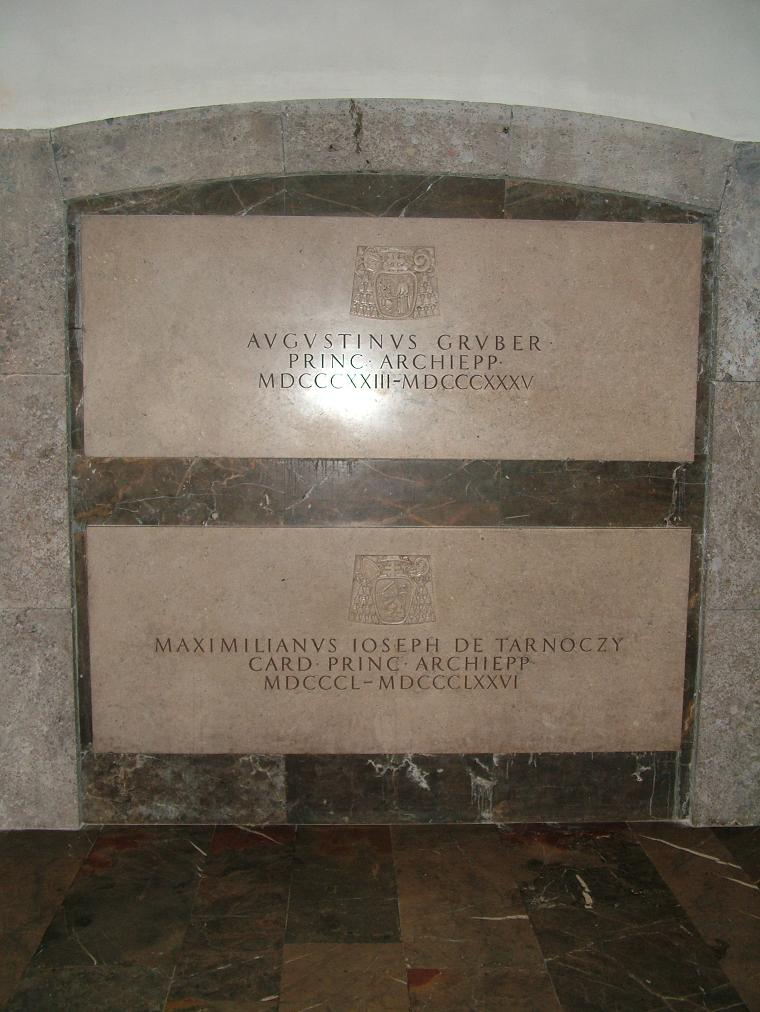
Grabstätte der Erzbischöfe Gruber und Tarnóczy

Maximilian Joseph studierte in Innsbruck und Salzburg und empfing am 25. Oktober 1829 die Priesterweihe für die Erzdiözese Salzburg. 1832 durchlief er in Wien die weitere Ausbildung und promovierte in Theologie. Nach Salzburg zurückgekehrt, bekleidete Tarnóczy die Stelle eines Subdirektors des Priesterseminars und wurde bald darauf Professor für Dogmatik. Er gewann das Vertrauen des Fürstbischofs Friedrich zu Schwarzenberg, und wurde dessen Begleiter auf der Reise nach Rom 1841–1842 und  später dessen Nachfolger. Anschließend zum Konsistorialrat, Metropolitan-Canonicus und Direktor der theologischen Studienanstalt ernannt, blieben Tarnóczys Urteil und Rat weiterhin von großem Gewicht. Er führte die Korrespondenz mit Rom, stand bei den bischöflichen Konferenzen in Wien seinem Oberhirten zur Seite und wurde am 24. Oktober 1850 – seinem 44. Geburtstag – zum Erzbischof von Salzburg gewählt, nicht lange darauf auch zum k.k. Geheimrat. Er war Mitglied des Herrenhauses des Reichsrates und seit dem 17. April 1873 Träger des kaiserlich österreichischen Leopold Ordens Großkreuz.

## Wirken als Erzbischof
Im Oktober 1850 wurde er als Erzbischof von Salzburg vorgeschlagen und am 17. Februar 1851 von Rom bestätigt. Die Bischofsweihe spendete ihm am 1. Juni desselben Jahres sein Vorgänger im Amt, der Prager Erzbischof Friedrich Johannes Jacob Cölestin zu Schwarzenberg.
Auf dem Ersten Vatikanischen Konzil begrüßte ihn 1869 Papst Pius IX. als Salzburger Erzbischof mit den Worten: „Seht, da kommt der halbe Papst, der selbst Bischöfe machen kann.“
Im Konsistorium vom 22. Dezember 1873 wurde er zum Kardinalpriester ernannt und erhielt die Titelkirche Santa Maria in Aracoeli zugewiesen.
Er visitierte seine Diözese mehr als vierzigmal, veranlasste die Restaurierung des Salzburger Doms und Neubauten von Kirchen. Er reformierte das theologische Studium und leitete die Neuorganisation der theologischen Fakultät. Maximilian Joseph von Tarnóczy gründete einige kirchliche Zeitschriften, so die Salzburger Kirchenzeitung (1852 und 1861).
Erzbischof Tarnóczy wurde in der Krypta des Salzburger Doms beigesetzt.